# Hannes Kiebel
Hannes Kiebel, eigentlich Johannes Kiebel (* 14. Juli 1936 in Viersen; † 28. März 2008 in Bochum) war ein Sozialarbeiter, Hochschullehrer und Herausgeber, der sich schwerpunktmäßig mit Obdachlosigkeit sowie Straßensozialarbeit beschäftigte.

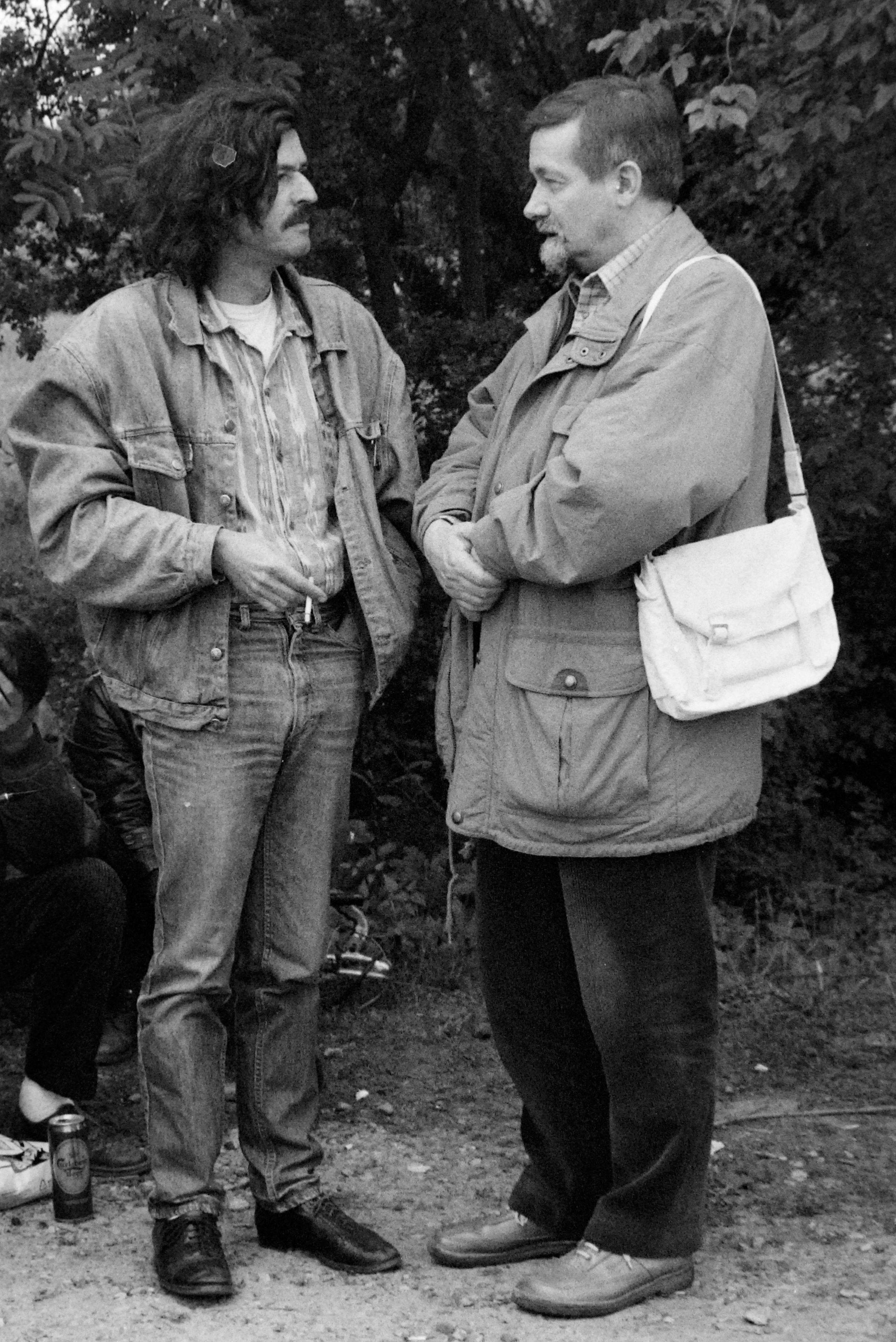
Klaus Trappmann (links) Hannes Kiebel (rechts) auf dem Kongress der Kunden, Berber, Obdach- und Besitzlosen Juni 1991 in Uelzen, Deutschland, Foto Karin Powser

## Leben
Hannes Kiebel absolvierte eine Ausbildung als Farbmacher in der Textilindustrie. Anschließend leistete er ein Vorpraktikum in einem Jugendwohnheim. 
Nach einem Studium der Wohlfahrtspflege Ende der 50er Jahre in Freiburg i. B. arbeitete er am Landratsamt/Kreisjugendamt in Ottweiler/Saar und Lohr am Main. Im Sozialamt in Moers und war zuständig für die „Koordinierung von Obdachlosenfragen“ (vgl. Bung 2008). „Meine Lehr- und Wanderjahre waren in Krefeld, Ludwigshafen, Freiburg im Breisgau, im Saarland und Spessart, und am Niederrhein“ (Kiebel 1996).
Von 1974 bis 2001 lehrte Kiebel als „Fachlehrer für Sozialarbeit“ an der Evangelischen Fachhochschule Rheinland-Westfalen-Lippe in Bochum. Er war verantwortlich für die Lehrveranstaltung Straßensozialarbeit/Streetwork (1995–2001).
Er verstarb an den Folgen eines Krebsleidens.

## Funktionen
Darüber hinaus war er tätig in unterschiedlichen Vereinen und Verbänden (z. B. BAG Wohnungslosenhilfe, ZV deutscher Arbeiterkolonien bzw. seit 1984 ZV sozialer Heim- und Werkstätten e.V., FV Obdachlosenhilfe, der kath. AG Wohnungslosenhilfe u. a.). 
Er war Vorstandsmitglied des Westfälischen Herbergsverbandes.

## Herausgeber
Kiebel war Herausgeber der Reihe Texte Drinnen und Draußen. In dieser Reihe wurden unter anderem 4 Hefte mit Fotoarbeiten von Karin Powser veröffentlicht.

## Veröffentlichungen (Auswahl)
- Hannes Kiebel (1979): „Bekämpfung der Jugendkriminalität durch Polizei-Jugendkommissariate in Nordrhein-Westfalen“. - In Der Sozialarbeiter, Essen; Heft 2; S. 28–29.
- Hannes Kiebel (1980): Literatur-Liste „Jugend/Polizei/Sozialarbeit“. Bochum
- Hannes Kiebel (1981): „Alleine machen sie dich ein und gemeinsam sind wir unausstehlich!“ Anmerkungen zum ersten Stuttgarter Berberkongress am 12. und 13. September 1981. In: Künstlerhaus Bethanien, S. 427–438.
- Hannes Kiebel (1982): Straßensozialarbeit/Streetwork. „Ist Straßensozialarbeit an einer Fachhochschule für Sozialwesen lehrbar?“. Bemerkungen. - In Der Sozialarbeiter, Essen; Heft 4, S. 91–97.
- Wolfgang Ayaß / Hartwig Drude / Heinrich Holtmannspötter / Wolf Kätzner / Hannes Kiebel / Jürgen Scheffer (1987): „Bürger und Bettler 1854 bis 1954: Vom Herbergswesen für wandernde Handwerksgesellen zur Nichtsesshaftenhilfe“. - BAG Wohnungslosenhilfe
- Hannes Kiebel(1988): „Auf der Suche nach frühen Spuren von "Streetwork" in Deutschland. Erste Ergebnisse einer Spurensicherung“. In: streetcorner Nr. 2/1988, S. 36–41.
- Hannes Kiebel (1989): „Zur Integration von Straßensozialarbeit in die Ausbildung an Fachhochschulien“. - In Steffan, Werner (Hrsg.) (1989): Straßensozialarbeit. Weinheim und Basel; S. 168–177.
- Hannes Kiebel (1991): „Geschichten vom Huzelbrot, von der Barmherzigkeit und der Arbeit auf dem Mainhardter Wald“. In Kiebel/Felis/Huber (1991), S. 9–118.
- Hannes Kiebel / Ekkehard Felis / Harald Huber (1991): „Und führet sie in die Gesellschaft Antworten der Erlacher Höhe“. Großerlach-Erlach
- Hannes Kiebel (1994): „"Na, du alter Berber". Beschreibung der Spurensuche zum Begriff "Berber". Ein Werkstattbericht“. - In MOB – das straßenmagazin. Nr. 6, 28. September 1994; Berlin, S. 2–11.
- Hannes Kiebel (1995): „Zwanzig Jahre Streetwork. Aufsuchende Sozialarbeit in der BRD“. - In Becker, G./Simon, T. (Hrsg.) (1995): Handbuch Aufsuchende Jugend- und Sozialarbeit. Weinheim; S. 21–32.
- Eckart Riehle / Hannes Kiebel (1995): „Wohnungslose und ihre Helfer“. BAG Wohnungslosenhilfe
- Hannes Kiebel (1996a): Literatur-Liste „Straßenkinder/Straßenjugendliche“. Bochum
- Hannes Kiebel (1996b): „Zwanzig Jahre Streetwork in der Bundesrepublik - Collagierte Gedankensplitter und Anmerkungen“. In: streetcorner Nr. 1/1996, S. 3–30.
- Kiebel, Hannes (1996c): „Zwanzig Jahre Streetwork/Mobile Jugendarbeit – collagierte Gedankensplitter und Anmerkungen“.- In Landschaftsverband Westfalen-Lippe/Landesjugendamt (Hrsg.) (1996): Streetwork und Mobile Jugendarbeit. Münster, S. 15–39.
- Hannes Kiebel (1996d): „Ohne Moos nix los! - Tarifgerechte Eingruppierung - Streetwork, Aufsuchende Jugend- und Sozialarbeit“. In: streetcorner Nr. 1/1996, S. 53 – 61. und http://forge.fhpotsdam.de/~Sozwes/projekte/steffan/final/frames.htm 19. April 2008
- Elke Hauschildt / Hannes Kiebel / Wilfried Knievel (2001): „Suchtkrankenhilfe in Deutschland. Geschichte – Strukturen – Perspektiven“. Lambertus
- Hannes Kiebel (2006): „Ein Blick zurück und nach vorne: Reflexive Anmerkungen und denkwürdige Gedankensplitter als Collage“. In Gillich, Stefan (Hrsg.): „Professionelles Handeln auf der Straße: Praxisbuch Streetwork und Mobile Jugendarbeit“; Gelnhausen